# Earle Nelson
Earle Leonard Nelson, também conhecido como O Assassino Gorila (12 de maio de 1897 - 13 de janeiro de 1928), foi um assassino em série americano.

## Infância
A mãe e pai de Nelson morreram ambos com sífilis antes de Nelson fazer dois anos. Foi enviado para ser criado pela sua avó materna, uma devota pentecostal. Por volta dos 10 anos, Nelson colidiu sua bicicleta contra um veículo, ficando inconsciente durante 6 dias. Quando acordou, o seu comportamento tornou-se descontrolado e sofria, frequentemente, de dores de cabeça e perdas de memória. Quando Nelson fez 14 anos, a sua avó morreu e ele foi viver com a sua tia, Lillian, e o seu marido.

## Atividade criminal
Nelson começou a sua atividade criminal cedo, e foi condenado a dois anos de prisão na prisão de San Quentin, em 1915, depois de ter entrado numa cabana que achava estar abandonada. Mais tarde, foi colocado no Hospital Mental do estado de Napa quando começou a comportar-se de forma estranha durante uma curta tarefa na Marinha dos Estados Unidos. Conseguiu escapar 3 vezes do hospital até os funcionários deixarem de o procurar.
Nelson começou a praticar crimes sexuais quando tinha 21 anos. Em 1921, Nelson tentou violar uma criança de 12 anos chamada Mary Summers mas ficou frustrado quando ela gritou e chamou a atenção para Nelson. Foi, novamente, colocado no Hospital Mental do estado de Napa. Após várias fugas e tentativas de fuga, Nelson foi libertado do hospital em 1925 e começou a matar em 1926. Matou a sua primeira vítima, Clara Newman, a 20 de fevereiro de 1926 e, duas semanas depois, matou a segunda, Laura Beal.
As vítimas de Nelson eram, na sua maioria, arrendatárias, a quem se aproximava com a promessa de arrendar um quarto. Nelson estudava frequentemente a Bíblia, de forma a fazer com que a vítima ficasse descansada e baixasse a guarda na sua presença. Uma vez ganhando a sua confiança, matava-as, quase sempre estrangulando-as, e tendo relações sexuais com os seus cadáveres. Frequentemente, escondia os seus corpos, deixando-os debaixo da cama mais próxima.

Usando nomes falsos e movendo-se rapidamente depois de cometer crimes, Nelson evitou ser capturado durante 18 meses. Deixou vítimas em várias cidades da Costa Oeste (incluindo San Francisco, San Jose, e Portland), pelo Midwest, e finalmente pelo Canadá. O trabalho da polícia foi dificultado pelo facto do conceito de assassino em série ser ainda desconhecido. Foram também atrasados pelo número de capturas erradas. Quatro dias depois do assassinato de Laura Beal em San Jose a 2 de março de 1926, a polícia prendeu um austríaco chamado Joe Kesesek porque estava a atuar de forma suspeita e vestia roupas parecidas com as vestidas pelo assassino. Stephen Nisbet foi preso durante 2 dias depois da morte da sua mulher Mary. Dois dias depois da morte de Isabel Gallegos em 19 de agosto de 1926, um imigrante Russo chamado John Slivkoff foi preso mas, rapidamente solto.

## Prisão
Nelson foi preso duas vezes no Canadá, onde terminou a sua onda de assassinatos. Foi primeiramente preso a 15 de junho de 1927 em Wakopa, Manitoba, não muito tempo depois de ter matado duas mulheres no Canadá: Lola Cowan de 14 anos, que atraiu para o seu quarto (numa cabana) dizendo que queria comprar-lhe flores. Mais tarde, o seu corpo foi encontrado em decomposição debaixo da cama do quarto. Também matou Emily Patterson, que foi encontrada pelo seu marido debaixo da sua cama. Nelson foi preso na prisão local depois de ter dado o nome falso de Virgil Wilson. Escapou nessa tarde da prisão de Wakopa. Contudo, Nelson cometeu o erro de tentar apanhar o mesmo comboio que transportava os membros da polícia de Winnipeg, e foi recapturado e preso novamente, na manhã seguinte por um polícia de Crystal City, Manitoba.
O seu julgamento começou a 1 de novembro de 1927 no tribunal número um de Manitoba. Através do advogado de Nelson, James Herbert Stitt, tentaram que Nelson fosse considerado mentalmente incapaz e portanto, não responsável pelos seus crimes, mas o júri considerou Nelson culpado do crime de Emily Patterson, encontrada estrangulada na sua própria cama, pelo marido, que se tinha ajoelhado para rezar na cama para que a mulher voltasse, depois de ser considerada desaparecida na tarde de 9 de junho. Patterson foi a 5ª vítima de Nelson em apenas 10 dias.

## Morte
Nelson foi enforcado na prisão de Vaughan Street, Winnipeg, às 7h30 da manhã de 13 de janeiro de 1928.